# Bob-Weltmeisterschaft 1996
Die 46. Bob-Weltmeisterschaft fand 1996 in Calgary in Kanada statt.

## Männer

### Zweierbob
| Platz | Land | Sportler                           | Zeit |
| ----- | ---- | ---------------------------------- | ---- |
| 1     | GER  | Christoph Langen Markus Zimmermann |      |
| 2     | CAN  | Pierre Lueders David MacEachern    |      |
| 3     | SUI  | Reto Götschi Guido Acklin          |      |

### Viererbob
| Platz | Land | Sportler                                                   | Zeit |
| ----- | ---- | ---------------------------------------------------------- | ---- |
| 1     | GER  | Christoph Langen Markus Zimmermann Sven Rühr Olaf Hampel   |      |
| 2     | SUI  | Marcel Rohner Markus Wasser Thomas Schreiber Roland Tanner |      |
| 3     | GER  | Wolfgang Hoppe Torsten Voss Sven Peter Carsten Embach      |      |

## Medaillenspiegel
| Platz | Land        | Gold | Silber | Bronze | Gesamt |
| ----- | ----------- | ---- | ------ | ------ | ------ |
| 1     | Deutschland | 2    | 0      | 1      | 3      |
| 2     | Schweiz     | 0    | 1      | 1      | 2      |
| 3     | Kanada      | 0    | 1      | 0      | 1      |